# Liste der gefallenen Adeligen auf Habsburger Seite in der Schlacht bei Sempach/O

## O
| Geschlecht                                                                               | Vorname(n)                                    | Einheitsname              | Stammsitz | abweichende Schreibweisen                       | Quelle(n) | Anmerkungen | Wappen |
| ---------------------------------------------------------------------------------------- | --------------------------------------------- | ------------------------- | --------- | ----------------------------------------------- | --- | --- | ------ |
| Oberkilch?                                                                               | Hans                                          | Hans von Oberkilch        |           |                                                 | Thurgauer Chronik | einzige Nennung |        |
| Ochsenstein                                                                              | Johannes; Hanns; Hans; Techant; Johan; Johans | Johann von Ochsenstein    | Zabern    | Ochsenstain; Ohsenstein; Ohssenstein; Osinstain | • Oesterreichische Verlustliste, 1488 • Constanzer Chronik • Gebhard Dacher´s Konstanzer Chronik, 1470 • Thurgauer Chronik • Chronik des Benedictinerkosters Kremsmünster in Österreich • Oesterreichische Chronik des Veit Arenpeck, 1488-1495 • Schwäbische Chronik • Breisgauische Liederhandschrift, 1445 • Chronik des Oesterreichers Gregor oder Matthäus Hagen • Chronik des Thomas Ebendorfer von Haselbach, ca. 1440-1463 • Anonyme österreichische Chronik in Stuttgart, Handschrift 16. Jh. • Conrad Schnitt: Wappenbuch der Baslerischen Geschlechter, 1530 • Luzerner Chronik von Melchior Russ, 1482 • Nürnberg Weltchronik, 1459 • Stuttgarter Annalen; Jakob Twinger von Königshofen, Stiftsherr zu Straßburg • Zusätze zu Petermann Etterlins Chronik, 1531-1545 • Basler Annalen, 1408 • Oesterreichische Chronik • Oesterreichische Verlustliste, ca. 1484 • Eydgnössisch-schweytzerischer Regiments Ehren-Spiegel • Petermann Etterlin´s Chronik, Basel, 1507 • Johann Viler: Chronica von Keisern, Paepsten, Eidgenossenschaft und Elsass • Frankfurter Verlustliste • Strassburger Zusätze zu Könighofens Chronik, Handschrift aus dem 15. Jahrhundert • Aegidius Tschudi: Chronicon Helveticum • Liste des Christian Wurstisen, nach 1580 | "thuomprobst zuo Strassburg, des hertzogen landvogt"; "Freyherr / Thumbprobst zu Straßburg"; "dumprobest zu Strosburg" . Mitglied im Löwenbund |        |
| Oesterich; Oesterreich; Oesterrich; Osterich; Österich; Osterrich; Österrich; Osterriken |                                               | siehe Habsburg-Österreich |           |                                                 | | |        |
| Optingen                                                                                 |                                               | siehe Eptingen            |           |                                                 | | |        |
| Örberger                                                                                 |                                               | siehe Aarberg             |           |                                                 | | |        |
| Onissen?                                                                                 | Wernli                                        | Wernli Onissen            |           |                                                 | Frankfurter Verlustliste | einzige Nennung |        |
| Oschentz; Oschenz                                                                        |                                               | siehe Eschenz             |           |                                                 | | |        |